# Harrison Reed (politico)
Harrison Reed (Littleton, 26 agosto 1813 – Jacksonville, 25 maggio 1899) è stato un politico statunitense. Fu il nono governatore della Florida dal 1868 al 1873.  Ha anche posseduto e curato il Milwaukee Sentinel per diversi anni.